# Дубёнка (приток Шерны)
Дубёнка — река в Московской области России, правый приток Шерны.
Длина — 37 км (по другим данным — около 40 км), площадь водосборного бассейна — 136 км². Берёт начало в лесу в 10 км северо-восточнее города Красноармейска, впадает в Шерну в 4 км выше села Мамонтово. Равнинного типа. Питание преимущественно снеговое. Замерзает обычно в середине ноября, вскрывается в середине апреля. На реке стоят село Стромынь, деревни Маврино, Мосальское, Горбуны, Беседы и Боровково.
Берега Дубёнки в верховьях и в среднем течении покрыты огромными малонаселёнными лесными массивами и имеют живописный таёжный облик. Для нижнего течения реки характерны высокоствольные боры. В селе Стромынь интерес для туристов представляют Успенская церковь в стиле ампир и ограда с тремя Святыми воротами и часовней XIX века.
С середины XV века участок реки от Стромыни до устья принадлежал Стромынскому монастырю, построенному на берегу речки. В XIX веке в современной деревне Боровково были организованы красильни для пряжи и хлопковых тканей с водозабором из речки.

## Данные водного реестра
По данным государственного водного реестра России, относится к Окскому бассейновому округу. Речной бассейн — Ока, речной подбассейн — бассейны притоков Оки от Мокши до впадения в Волгу, водохозяйственный участок — Клязьма от города Ногинска до города Орехово-Зуево.